# Puddles Of H2O
"Puddles Of H2O" hip-hop je pjesma američkog sastava Atban Klann. Objavljena je kao njihov debitanstki singl s albuma Grass Roots 14. lipnja 1994. godine u izdanju Ruthless Recordsa.

## Popis pjesama
Vinilni singl
Strana A
1. "Puddles of H2O"
2. "Puddles of H2O" (instrumentalna verzija)

Strana B
1. "Let Me Get Down"
2. "Let Me Get Down" (instrumentalna verzija)

CD singl
1. "Puddles Of H2O"
2. "Let Me Get Down"
3. "Duet"
4. "Juggling My Nuts"